# Box na Letních olympijských hrách 1952
Box na Letních olympijských hrách 1952.

## Medailisté

### Muži
| Kategorie                    | Zlato                                          | Stříbro                                        | Bronz                                 | Bronz                                      |
| ---------------------------- | ---------------------------------------------- | ---------------------------------------------- | ------------------------------------- | ------------------------------------------ |
| Muší váha (– 51 kg)          | Nate Brooks · Spojené státy americké (USA)     | Edgar Basel · Německo (GER)                    | Anatoli Bulakov · Sovětský svaz (URS) | Willie Toweel · Jihoafrická unie (RSA)     |
| Bantamová váha (– 54 kg)     | Pentti Hämäläinen · Finsko (FIN)               | John McNally · Irsko (IRL)                     | Kang Joon-Ho · Jižní Korea (KOR)      | Gennady Garbuzov · Sovětský svaz (URS)     |
| Pérová váha (– 57 kg)        | Ján Zachara · Československo (TCH)             | Sergio Caprari · Itálie (ITA)                  | Joseph Ventaja · Francie (FRA)        | Leonard Leisching · Jihoafrická unie (RSA) |
| Lehká váha (– 60 kg)         | Aureliano Bolognesi · Itálie (ITA)             | Aleksy Antkiewicz · Polsko (POL)               | Gheorghe Fiat · Rumunsko (ROU)        | Erkki Pakkanen · Finsko (FIN)              |
| Velterová váha (– 63.5 kg)   | Charles Adkins · Spojené státy americké (USA)  | Viktor Mednov · Sovětský svaz (URS)            | Bruno Visintin · Itálie (ITA)         | Erkki Mallenius · Finsko (FIN)             |
| Lehká střední váha (– 67 kg) | Zygmunt Chychla · Polsko (POL)                 | Sergei Scherbakov · Sovětský svaz (URS)        | Günther Heidemann · Německo (GER)     | Victor Jörgensen · Dánsko (DEN)            |
| Lehkotěžká (– 71 kg)         | László Papp · Maďarsko (HUN)                   | Theunis van Schalkwyk · Jihoafrická unie (RSA) | Boris Tishin · Sovětský svaz (URS)    | Eladio Herrera · Argentina (ARG)           |
| Střední váha (– 75 kg)       | Floyd Patterson · Spojené státy americké (USA) | Vasile Tiţă · Rumunsko (ROU)                   | Boris Nikolov · Bulharsko (BUL)       | Stig Sjölin · Švédsko (SWE)                |
| Polotěžká váha (– 81 kg)     | Norvel Lee · Spojené státy americké (USA)      | Antonio Pacenza · Argentina (ARG)              | Anatoly Perov · Sovětský svaz (URS)   | Harry Siljander · Finsko (FIN)             |
| Těžká váha (+ 81 kg)         | Ed Sanders · Spojené státy americké (USA)      | Ingemar Johansson · Švédsko (SWE)              | Ilkka Koski · Finsko (FIN)            | Andries Nieman · Jihoafrická unie (RSA)    |

## Přehled medailí podle zemí
| Pořadí | Země                         | Zlato | Stříbro | Bronz | Celkově |
| ------ | ---------------------------- | ----- | ------- | ----- | ------- |
| 1.     | Spojené státy americké (USA) | 5     | 0       | 0     | 5       |
| 2.     | Itálie (ITA)                 | 1     | 1       | 1     | 3       |
| 3.     | Polsko (POL)                 | 1     | 1       | 0     | 2       |
| 4.     | Finsko (FIN)                 | 1     | 0       | 4     | 5       |
| 5.     | Československo (TCH)         | 1     | 0       | 0     | 1       |
| 6.     | Maďarsko (HUN)               | 1     | 0       | 0     | 1       |
| 7.     | Sovětský svaz (URS)          | 0     | 2       | 4     | 6       |
| 8.     | Jihoafrická unie (RSA)       | 0     | 1       | 3     | 4       |
| 9.     | Argentina (ARG)              | 0     | 1       | 1     | 2       |
| 9.     | Německo (GER)                | 0     | 1       | 1     | 2       |
| 9.     | Rumunsko (ROU)               | 0     | 1       | 1     | 2       |
| 9.     | Švédsko (SWE)                | 0     | 1       | 1     | 2       |
| 13.    | Irsko (IRL)                  | 0     | 1       | 0     | 1       |
| 14.    | Bulharsko (BUL)              | 0     | 0       | 1     | 1       |
| 14.    | Dánsko (DEN)                 | 0     | 0       | 1     | 1       |
| 14.    | Francie (FRA)                | 0     | 0       | 1     | 1       |
| 14.    | Jižní Korea (KOR)            | 0     | 0       | 1     | 1       |